# سوسکچه کوریلی
 سوسکچه کوریلی(نام علمی: Apoderus coryli) نام یک گونه از سرده سوسکچه‌های برگ‌پیمای آپودروس است.

## نگارخانه

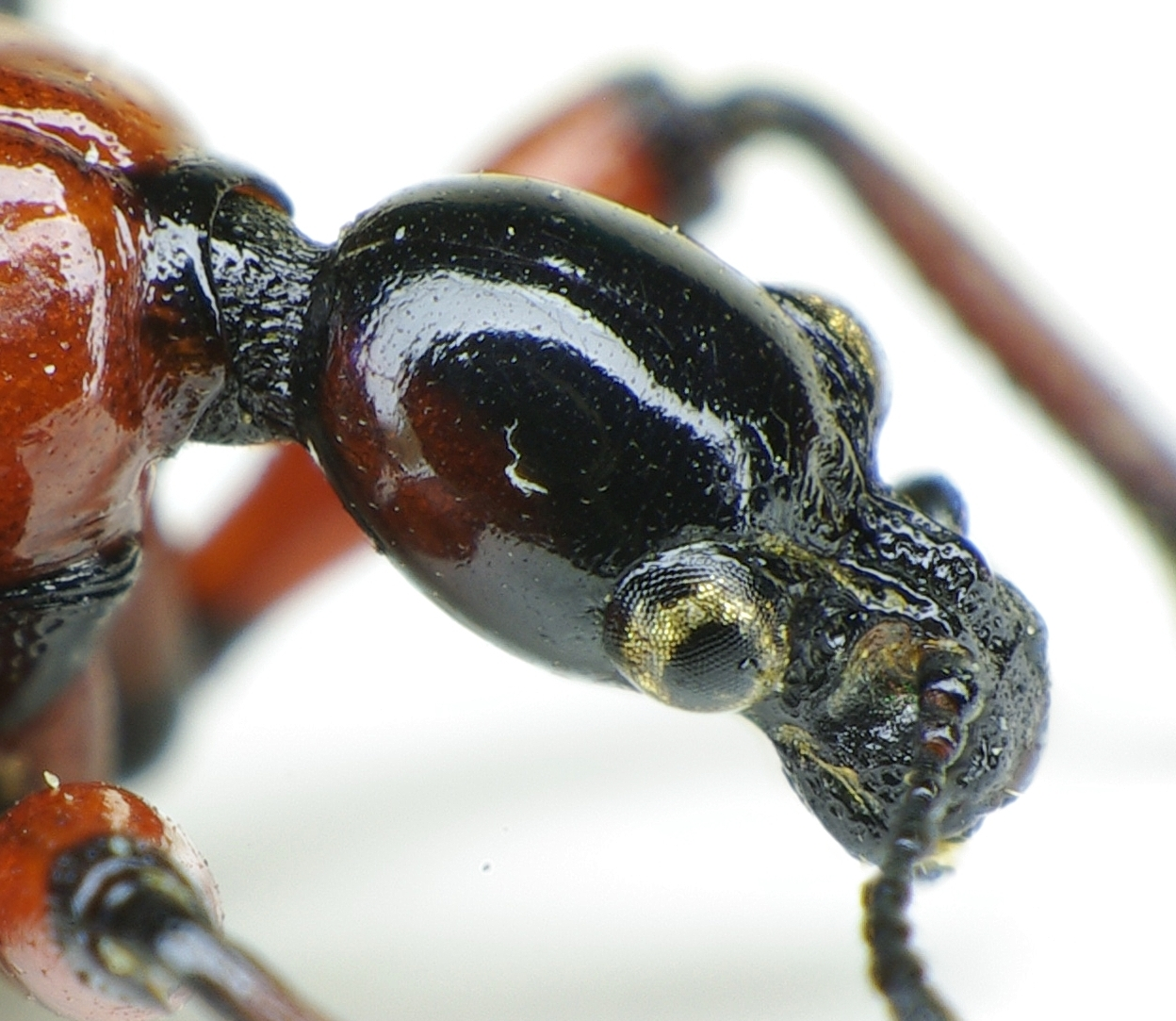
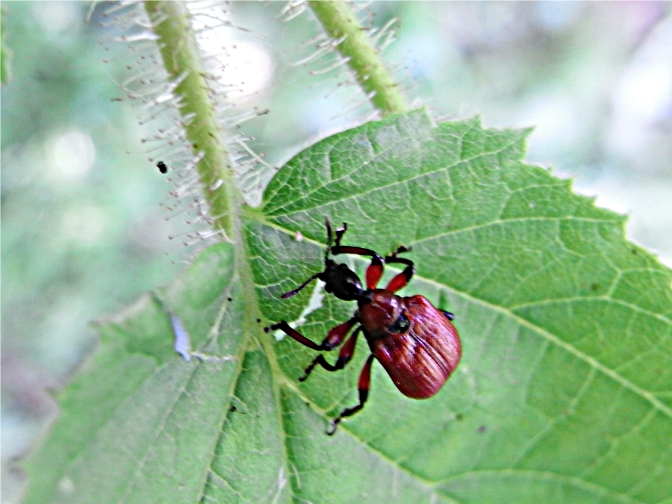
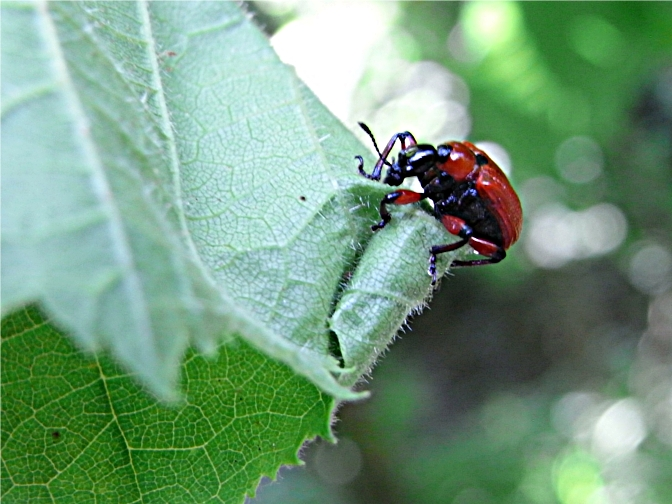
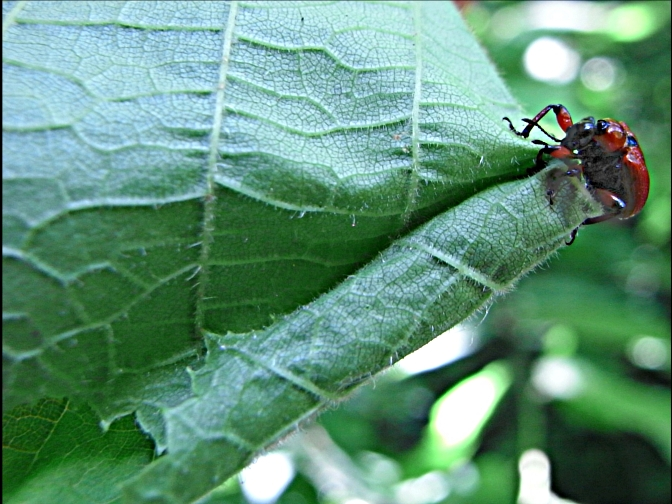
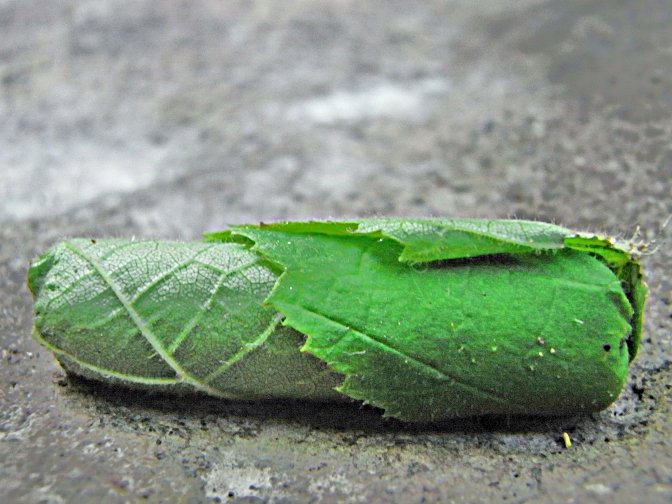
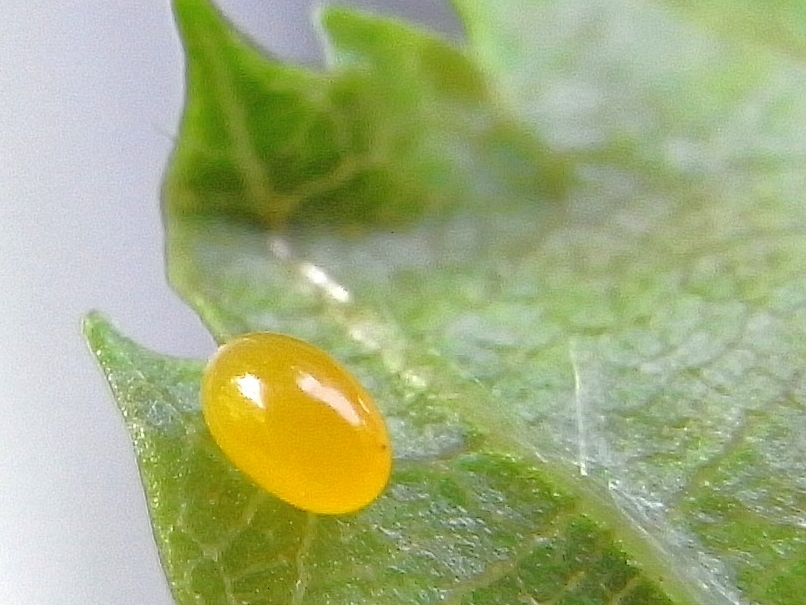